# .gp
.gp (фр.  Guadeloupe) — национальный домен верхнего уровня Гваделупы. Доступна регистрация имён второго уровня. Владельцами доменных имён могут стать физические, юридические лица (только резиденты Франции), а также международные организации. Управляется компанией DOMeNIC —  Гваделупа,  Франция.
Национальный домен верхнего уровня — GP используется как национальный домен верхнего уровня в стандартах административно-территориального деления территории государства ISO 3166 — (ISO 3166-1, ISO 3166-2, ISO 3166-2:GP) в качестве кода Alpha2, образующего основу геокода административно-территориального деления Гваделупы.
Также домен верхнего уровня — GP — используется в качестве дополнительного двухбуквенного геокода Гваделупы как административно-территориальной единицы административно-территориального деления Франции.

## Требования к регистрируемым доменам
Домены, регистрируемые в доменной зоне .gp, должны соответствовать требованиям, предъявляемым регистратором к доменам второго уровня.
- Минимальная длина имени — 3 символа.
- Максимальная длина имени, учитывая домен первого, второго уровня — .gp — не более 63 символов.
- Имя домена может состоять из букв латинского алфавита (a-z), цифр (0-9) и тире (—, -).
- Имя домена может содержать символы расширенной кодировки (à, á, â, ã, ä, å, æ, ç, è, é, ê, ë, ì, í, î, ï, ñ, ò, ó, ô, õ, ö, oe, ù, ú, û, ü, ý, ÿ, ß).
- Имя домена не может начинаться или заканчиваться символом тире (минусом) (—, -).
- Имя домена не может содержать последовательность двух тире (минусов) подряд ( — -, — -, — —, — —).
- Имя домена не может начинаться с последовательности символов — (x n — -).

## Зарезервированые имена
Зарезервированные имена доменов
- Совпадающих с названиями государств, — 246 имён.
- Связанных с понятиями криминала — 207 имён.
- Связанных с религией и вероисповеданием — 144 имени.
- Совпадающих с названиями международных организаций — 40 имён.
- Совпадающих с названиями интернет-организаций, — 17 имён.
- Совпадающих с названиями интернет-форматов, протоколов, файлов и т. п. — 84 имени.
- Совпадающих с определениями преступных деяний — 263 имени.
- Связанных с профессиональной деятельностью, регулируемой государством — 110 имён.
- Связанных с названиями государственных органов, должностей и т. п. — 233 имени.
- Связанных с определениями государственных структур и т. п. — 62 имени.
- Связанных с половой ориентацией — 60 имён.
- Совпадающих с именами доменов верхнего уровня — 24 имени.
- Совпадающих с названиями регионов, департаментов, административно-территориальных единиц Франции, зарезервировано списочно.[11]

## Домены 1 уровня
Домены второго уровня, условия использования, требования, регламентированные пользователи.
| Домен | Регламентированные пользователи |
| ----- | ------------------------------- |
| .gp   | Основной домен первого уровня.  |